# Локалита Фонтеређина (Сијена)
Локалита Фонтеређина је насеље у Италији у округу Сијена, региону Тоскана.
Према процени из 2011. у насељу је живело 56 становника. Насеље се налази на надморској висини од 269 м.